# Klart Dér!
Klart Dér! var en dansk hiphop-gruppe, der oprindeligt udsprang af hiphop-miljøet i Næstved (cirka 1994), men som senere fik nye medlemmer og baserede sig i København. Gruppen huserede flittigt i den danske hiphop-undergrund med demobånd, liveshows og gæsteoptrædener på forskellige danske rapudgivelser. Karrieren kulminerede med udgivelsen af langspilleren Elektriske Fyrfadslys (Kølig Grammofon 2000) og optræden på Roskilde Festival 2000. Kort tid herefter gik bandet i opløsning grundet uforenelige ambitioner.
Klart Dér! bestod af:
- DJ Nage (Niels Henrik Gerts) musik og rap
- Kenneth Kold (Kenneth Møller) rap
- Tyde T (Henrik Thøgersen) rap
- DJ Pladespiller aka. Steen Rock (Steen Lund Holbek) scratch

Alle fire medlemmer er fortsat aktive på den danske musikscene med deres egne projekter.

## Diskografi
- Verbale Tæsk, 1994 (demo)
- De Grimme Ællinger, 1996 (Scandinavian Records, compilation), nummeret "Mikrofonhenretter"
- Rap'O'Mania Vol. 1, 1996 (Virgin, compilation), nummeret "Rim Til Dit Flæsk"
- Born 2 Rock EP'en, 2000 (Kølig Grammofon)
- Elektriske Fyrfadslys, 2000 (Kølig Grammofon)
- Kølig Kumpaner, 2001 (Kølig Grammofon, compilation), nummeret "Siden Tidernes Morgen"
- Dansk Rap 1988-2003, 2003 (Di:Lemma, compilation), nummeret "Born 2 Rock"